# Семчишин Тиміш
Ти́міш Семчи́шин (псевдо: Рі́чка, Білий, Бор, Мирослав Річка, Папа, Тиміш, Михайло Іванович, Михайло, Іван Іванович, Юрій Іванович, Юрко, Сагайдачний, Стогін, Шелест, Ярема; нар. 1915, с. Кульчиці, нині Самбірський район, Львівська область — пом. 5 жовтня 1946, Одеса, Українська РСР, СРСР) — діяч Організації українських націоналістів, керівник похідної групи ОУН «Південь».

## Життєпис
Народився 1915 року в селі Кульчиці на Самбірщині. Закінчив Самбірську гімназію. Член «Пласту».
У 1930-их роках студентський діяч у Львові.
Член редакції «Студентського вісника» (1937—39). Член проводу студентського сектору Крайової екзекутиви ОУН (1937—39). Учасник 7-го конгресу Союзу українських студентських організацій під Польщею, заарештований у березні 1939, звільнений з-під варти на початку Другої світової війни (18 вересня 1939).
Окружний провідник ОУН Лемківщини (грудень 1939 — червень 1941), учасник 2-го Великого збору ОУН у Кракові (31 березня — 3 квітня 1941).
Провідник 3-ї (Південної) похідної групи ОУН (1941), заступник крайового провідника ОУН південно-східних українських земель у Дніпропетровську (вересень 1941 — січень 1942). 1 січня 1942 заарештований гестапо в Кривому Розі, упродовж січня—жовтня 1942 утримувався в тюрмах Кривого Рогу і Дніпропетровська.
Після втечі 26 жовтня 1942 за допомогою членів ОУН із тюрми в Дніпропетровську перебрався у Придністров'я, яке було окуповане румунами, керівник обласного проводу ОУН Трансністрії (листопад 1942 — березень 1944), редактор його друкованих органів — підпільних журналів «За державність» (вийшло 7 номерів), «Чорноморський вісник» (5—6 номерів). Організатор і учасник переговорів між Проводом ОУН і представниками румунського уряду (жовтень 1943 — березень 1944).
Отримав призначення на роботу в Одесу. Почав працювати над історією 3-ї похідної групи ОУН, але не закінчив роботу у зв'язку з арештом. 2 вересня 1944 затриманий та 9 вересня 1944 заарештований 4-м управлінням контррозвідки «Смерш» 2-го Українського фронту в Бухаресті (Румунія).
26 квітня 1946 на закритому судовому засіданні Військового трибуналу військ НКВС Київської області засуджений до смерті.
Реабілітований 17 квітня 1998.